# Железничка станица Драгачево
Железничка станица Драгачево је од железничких станица на прузи Краљево—Пожега. Налази се у насељу Гугаљ у општини Пожега. Пруга се наставља у једном смеру ка Пожеги, у другом према према Јелен Долу и у трећем према Узићима. Железничка станица Драгачево састоји се из 5 колосека.